# Теорема Юнга
Теорема Юнга — неравенство на диаметр и радиус множества точек в любом евклидовом пространстве.
Названо в честь Генриха Юнга.

## Формулировка
Пусть {\displaystyle K\subset \mathbb {R} ^{n}} — компактное множество диаметра {\displaystyle d}; то есть,
{\displaystyle d=\max _{p,q\,\in \,K}\{\|p-q\|\}}
Тогда существует замкнутый шар с радиусом
{\displaystyle r\leq d{\sqrt {\frac {n}{2(n+1)}}},}
который содержит {\displaystyle K}.
Равенства достигается для правильного n-симплекса.

### 2-мерный случай
Наиболее распространенным является случай плоскости, то есть {\displaystyle n=2}.
В этом случае неравенство утверждает, что существует окружность, охватывающая все точки, радиус которых удовлетворяет
{\displaystyle r\leq {\frac {d}{\sqrt {3}}}.}
Это неравенство достигается для равностороннего треугольника
{\displaystyle r={\frac {d}{\sqrt {3}}}.}

## Вариации и обобщения
Общие метрические пространства
Для любого ограниченного множества {\displaystyle K} в любом метрическом пространстве выполняется 
{\displaystyle {\tfrac {d}{2}}\leq r\leq d}
Первое неравенство следует из неравенства треугольника для центра шара и двух диаметральных точек.
Второе следует из того, что шар радиуса d, центрированный в любой точке {\displaystyle K}, будет содержать все {\displaystyle K}.
В дискретном метрическом пространстве, то есть пространстве, в котором расстояния между любой парой различных точек равны достигается второе неравенство.
Первое неравенство достигается в инъективных пространствах, таких как расстояние городских кварталов на плоскости.